# يوم صحفي أمريكي في 2889
يوم صحفي أمريكي في 2889 (بالفرنسية: La Journée d'un journaliste américain en 2889)‏، (بالإنجليزية: In the Year 2889)‏ قصة قصيرة من تأليف الروائي جول فيرن بالاشتراك مع ابنه ميشال فيرن وقد صدرت عام 1910.